# Huguette Bello
Huguette Bello (nascida em 24 de agosto de 1950) é uma política reunionense e membro do Partido Comunista da Reunião (PCR). Desde 2021, Bello exerce a presidência do Conselho Regional d'A Reunião. Em julho de 2024, após as eleições legislativas francesas de 2024, ela é considerada como uma proposição da Nova Frente Popular a primeira-ministra da França, sucedendo Gabriel Attal. Ela recebe o apoio dos partidos França Insubmissa, Os Ecologistas e do Partido Comunista Francês.